# Segovia
Segovia – miasto w Kolumbii, w departamencie Antioquia.